# ليفي جونز
ليفي جونز (بالإنجليزية: Levi Jones)‏ هو لاعب كرة قدم أمريكية أمريكي، ولد في 24 أغسطس 1979 في إلوي في الولايات المتحدة.

## وصلات خارجية
- ليفي جونز على موقع مرجع كرة القدم المحترفة.كوم (الإنجليزية)